# Antiplanes vinosa
Antiplanes vinosa is een slakkensoort uit de familie van de Pseudomelatomidae. De wetenschappelijke naam van de soort is voor het eerst geldig gepubliceerd in 1874 door Dall.